# Serguei Gonchar

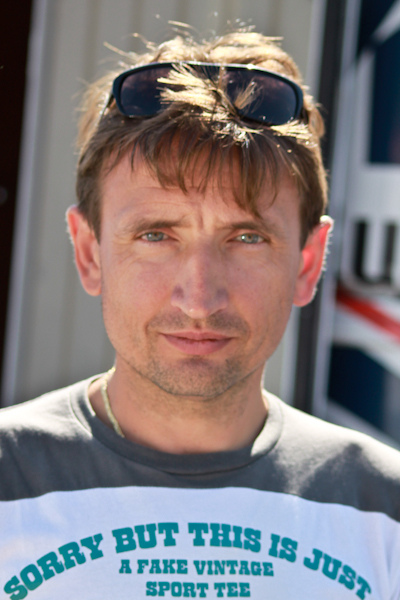
Serguei Gonchar em 2011

Serhiy Mykolaiovych Honchar (por vezes grafado como Serhiy Honchar; em ucraniano:  Сергій Миколайович Гончар) (n. 3 de julho, 1970, em Rivne), é um ciclista profissional ucraniano que participa de competições de ciclismo de estrada. Já venceu 5 etapas no Giro d'Italia e uma no Tour de France 2006, quando chegou a liderar a competição.
Gonchar representou sua nação nos Jogos Olímpicos de Verão de 2000 e 2004.